# Фотографическая иллюстрация
«Фотографи́ческая Иллюстра́ция» — литературно-художественный иллюстрированный журнал, один из первых в своем роде в Российской империи.

## История
Журнал издавался фотографом П. Архангельским ежемесячно в течение 1863 года в Твери, последний сдвоенный № 8—9 вышел в Минске. Номера журнала содержали 8 страниц большого формата с цветными фотографиями (в том числе видами Парижа, Смоленска, Твери, Минска) и художественными текстами. Тираж журнала колебался от 600 экземпляров в начале до 100 экземпляров в конце, в итоге журнал был закрыт вследствие понесённых издателем убытков.

## Содержание журнала
Каждый номер «Фотографической Иллюстрации» — или «тетрадь», как именовал номера сам издатель, — включал в себя несколько исторических статей, иллюстрации к которым размещались в конце журнала.
Первый выпуск журнала целиком был посвящён архитектуре Парижа. Во втором выпуске продолжалась тема французской столицы, а также были размещены статьи об Альмской битве и о Москве. Третий номер знакомил читателя с Московским воспитательным домом и столичным Петергофским вокзалом, а также описывал события 19 февраля 1861 года и повествовал о гравировке на меди. Четвёртый номер содержал очерки о Константинополе, Зимнем дворце и картинах.
С пятого выпуска в журнале начали появляться описания и фотографии древних российских памятников. Так, весь пятый выпуск был посвящён Тверским монастырям — Отроч Успенскому, Жёлтиков Успенскому, Рождественскому и Оршин Вознесенскому. В шестом номере вновь содержится информация о Париже и истории Твери. Седьмой номер посвящён московским памятникам — храму Василия Блаженного и Сухаревской башне. Объединённый восьмой и девятый выпуск рассказывали об истории Смоленска и Минска, а также о польском Свято-Онуфриевском Яблочинском монастыре.